# Nick Clegg
Nicholas William Peter (Nick) Clegg (ur. 7 stycznia 1967 w Chalfont St Giles) – brytyjski polityk, deputowany do Izby Gmin, były europoseł. Od 2007 do 2015 lider Liberalnych Demokratów, w latach 2010–2015 wicepremier Wielkiej Brytanii.

## Życiorys

### Rodzina
Ojciec Nicka Clegga w połowie był Rosjaninem, wywodzącym się z arystokratycznego rodu, którego przedstawiciele wyemigrowali do Wielkiej Brytanii po obaleniu cara.
Matka Nicka Clegga pochodziła z Holandii, w okresie II wojny światowej została internowana przez Japończyków w jednym z obozów na terenie Indonezji. Po uwolnieniu zamieszkała na stałe w Anglii.

### Wykształcenie i praca zawodowa
Nick Clegg kształcił się w Westminster School w Londynie, później studiował antropologię i archeologię w Robinson College na Uniwersytecie Cambridge. Był następnie studentem University of Minnesota oraz Kolegium Europejskiego w Brugii.
Praktykował w Nowym Jorku jako dziennikarz stażysta u boku Christophera Hitchensa. Pracował później w Londynie jako konsultant, a także w Budapeszcie, skąd publikował artykuły poświęcone przemianom społeczno-gospodarczym z początku lat 90. Przez pięć lat był zatrudniony w Komisji Europejskiej. W 1993 „Financial Times” przyznał mu nagrodę im. Davida Thomasa.

### Działalność polityczna
W wyborach w 1999 uzyskał z ramienia Liberalnych Demokratów mandat posła do Parlamentu Europejskiego, który sprawował do 2004. Zasiadał w grupie Partii Europejskich Liberałów, Demokratów i Reformatorów, a także w Komisji Przemysłu, Handlu Zewnętrznego, Badań Naukowych i Energii.
W 2005 z powodzeniem kandydował w wyborach krajowych w okręgu wyborczym Sheffield Hallam. Otrzymał poparcie ponad 51% głosujących, co zapewniło mu miejsce w Izbie Gmin.
W 2006 Nick Clegg został partyjnym rzecznikiem ds. wewnętrznych. W 2007, po złożonej przez Menziesa Campbella rezygnacji z kierowania ugrupowaniem, stanął do rywalizacji o funkcję lidera Liberalnych Demokratów. W partyjnych wyborach nieznacznie (większością 1,2% głosów) pokonał Chrisa Huhne. W 2008 wszedł w skład Tajnej Rady Jej Królewskiej Mości.
W wyborach w 2010 Liberalni Demokraci pod jego przywództwem uzyskali 57 mandatów w Izbie Gmin, co oznaczało utratę pięciu miejsc w porównaniu z poprzednią kadencją. Mimo to, na skutek powstałej po wyborach sytuacji politycznej, w której żadna z głównych partii nie była w stanie samodzielnie stworzyć rządu większościowego, Liberalni Demokraci zostali zaproszeni do rozmów koalicyjnych zarówno przez Partię Konserwatywną, jak i Partię Pracy.
Po pięciu dniach rozmów, 11 maja 2010, ogłoszono zawarcie koalicji rządowej konserwatystów i liberałów. David Cameron objął urząd premiera, a dzień później powołał Nicka Clegga na swojego zastępcę. Stanowisko to zostało tym samym reaktywowane, jako że w gabinecie Gordona Browna wicepremier nie był powołany. Dodatkowo został Lordem Przewodniczącym Rady. W rządzie Davida Camerona odpowiadał za reformy konstytucyjne.
7 maja 2015 ponownie uzyskał mandat w Izbie Gmin, zdobywając ponad 20 tys. głosów. Dzień później ze względu na słaby wynik partii zrezygnował ze stanowiska lidera Liberalnych Demokratów. W 2017 niewybrany na kolejną kadencję parlamentu.
W 2018 objął dyrektorskie stanowisko w przedsiębiorstwie Facebook.